# İpek Filiz Yazıcı
İpek Filiz Yazıcı (ur. 6 października 2001 w Stambule) – turecka aktorka.

## Życiorys

### Kariera
Zadebiutowała w telewizji w 2016 roku w serialu Sekrety ojca. W 2017 roku zagrała w 7YUZ, Büyük Günahlar oraz Kayıtdışı. W latach 2018–2019 grała w Elimi birakma, a w 2020 roku odegrała główną rolę w serialu Netflixa Love 101. W tym samym roku zagrała w serialu Yeni Hayat.

### Życie prywatne
W grudniu 2020 roku pojawiły się plotki o jej relacji z tureckim piosenkarzem Ufukiem Beydemir, a para potwierdziła związek w kwietniu 2021 roku.

## Filmografia
| Rok        | Tytuł          | Rola       |
| ---------- | -------------- | ---------- |
| 2016       | Sekrety ojca   |            |
| 2017       | 7YUZ           |            |
| 2017       | Büyük Günahlar |            |
| 2017       | Kayıtdışı      | Tuğba Ateş |
| 2018-2019  | Elimi birakma  | Ceyda      |
| 2020-2021  | Love 101       | Işık       |
| 2020       | Love 101       | Işık       |
| Yeni Hayat | Gökçe Karatan  |            |